# Silipea Sione
Pour les articles homonymes, voir Sione.
Silipea Sione est un homme politique niuéen.

## Biographie
Il est le diacre de l'église du village de Namukulu, relevant de l'Église chrétienne congrégationaliste de Niue à laquelle appartiennent la plupart des Niuéens. 
Namukulu est le plus petit village de Niué, et compte « moins de dix habitants » en 2022. C'est néanmoins l'une des circonscriptions électorales pour le Parlement de Niué, et lorsque Jack Lipitoa, doyen des parlementaires à l'âge de 89 ans et député du village depuis trente-six ans, prend sa retraite de la vie politique, les villageois choisissent Silipea Sione pour lui succéder. Seul candidat dans la circonscription, il est automatiquement déclaré élu lors des élections législatives de 2023,,. Il fait forte impression lors de sa prestation de serment d'allégeance à Charles III (roi de Nouvelle-Zélande et à ce titre souverain à Niué) en étant le seul député à le réciter de mémoire plutôt qu'à le lire, le jour de son entrée au Parlement.